# Shinobu Ishihara

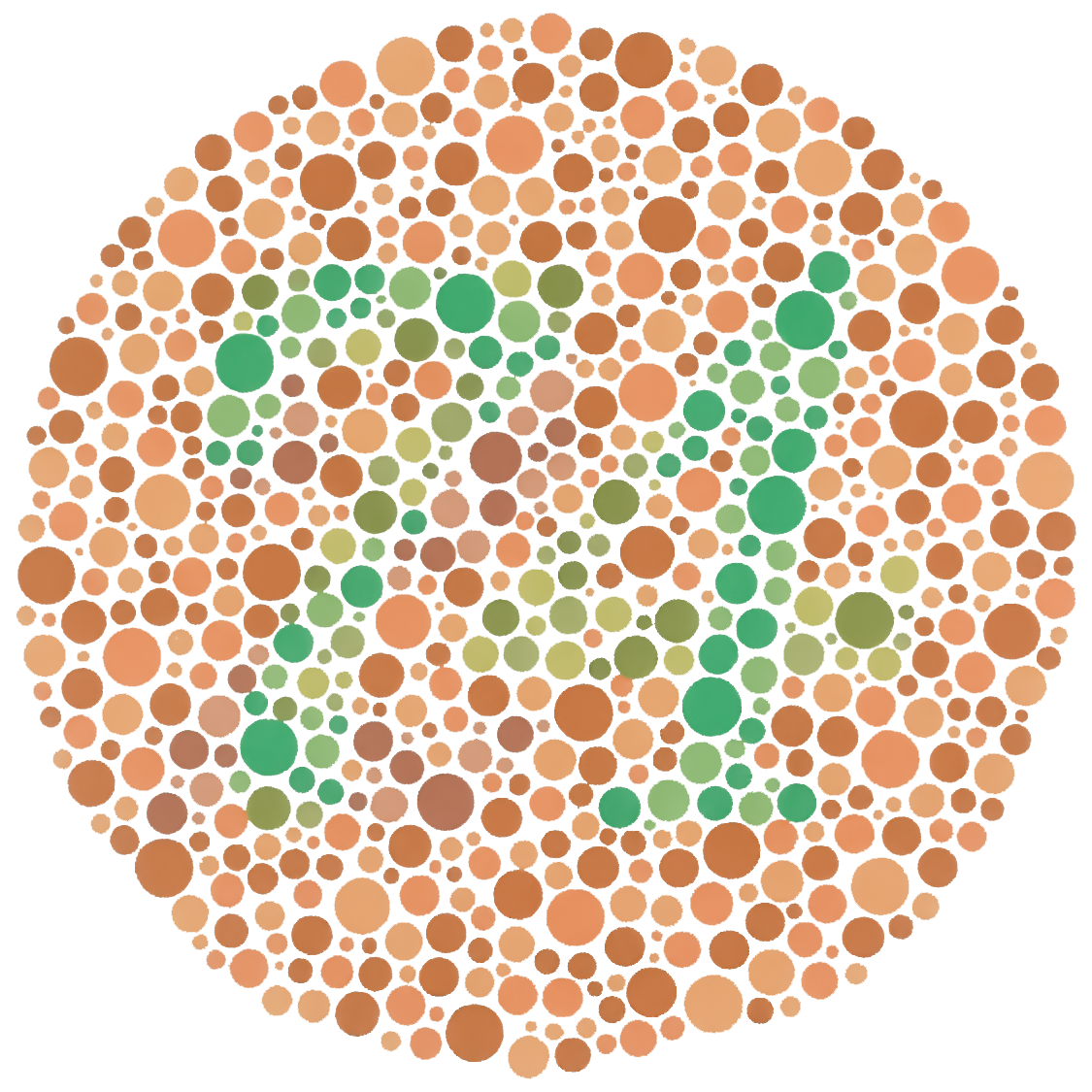
Jedna z tablic Ishihary (prawidłowo widząca barwy osoba odczytuje liczbę 74)

Shinobu Ishihara (jap. 石原 忍 Ishihara Shinobu; ur. 25 września 1879 w Tokio, zm. 3 stycznia 1963) – japoński lekarz okulista.

## Życiorys
Studiował na Cesarskim Uniwersytecie w Tokio w ramach stypendium, które zobowiązywało go do służby wojskowej po ukończeniu studiów. W 1905 roku został lekarzem wojskowym i rozpoczął specjalizację z oftalmologii na swoim uniwersytecie u profesora Jūjirō Kōmoto, pracując przez dwa lata w uniwersyteckiej klinice okulistycznej. Następnie został wykładowcą okulistyki na Wojskowej Akademii Medycznej (Rikugun Gun’i Gakkō) w Tokio.
Specjalizując się w okulistyce, w latach 1912–1914, Ishihara przebywał u Wolfganga Stocka w Jenie, Karla Theodora Paula Axenfelda we Freiburgu i Carla von Hessa w Monachium. Po wybuchu I wojny światowej powrócił do Tokio i do pracy w szkole medycznej.
W maju 1916 roku Ishihara otrzymał stopień doktora nauk medycznych (igaku-hakushi) na Cesarskim Uniwersytecie w Tokio, a w 1922 roku zastąpił Kōmoto na stanowisku kierownika katedry. Od 31 marca 1927 do 31 marca 1940 był dziekanem Szkoły Medycznej Cesarskiego Uniwersytetu W Tokio. W 1940 roku przeszedł na emeryturę. Przez 14 lat był prezydentem Japońskiego Towarzystwa Oftalmologicznego.
W 1940 roku otrzymał Nagrodę Asahi.

## Dorobek naukowy
Prace Ishihary dotyczyły diagnostyki jaglicy i widzenia barwnego. Stworzył znane dziś na całym świecie tablice izochromatyczne, określane jego imieniem. Był redaktorem naczelnym czasopisma „Acta societatis ophthalmologicae japonicae”.